# سونيا بن عمار
سونيا بن عمار (بالفرنسية: Sonia Ben Ammar)‏ هي عارضة فرنسية-تونسية، ولدت في 19 فبراير 1999 في باريس في فرنسا لرجل الأعمال التونسي طارق بن عمار وزوجته الممثلة البولندية.

## وصلات خارجية
- سونيا بن عمار على موقع IMDb (الإنجليزية)
- سونيا بن عمار على موقع قاعدة بيانات الأفلام العربية
- سونيا بن عمار على موقع ألو سيني (الفرنسية)
- سونيا بن عمار على موقع ميوزك برينز (الإنجليزية)
- سونيا بن عمار على موقع قاعدة بيانات الفيلم (الإنجليزية)